# Dimitris Stefanakos
Dimitris Stefanakos, detto Mimis (in greco Δημήτριος Στεφανάκος?; Calamata, 19 ottobre 1936 – 17 dicembre 2021), è stato un calciatore greco, di ruolo difensore.

## Palmarès

### Club

#### Competizioni nazionali
- Campionato greco: 2

Olympiakos: 1957-1958, 1958-1959
- Coppa di Grecia: 6

Olympiakos: 1957-1958, 1958-1959, 1959-1960, 1960-1961, 1962-1963, 1964-1965

#### Competizioni internazionali
- Coppa dei Balcani: 1

Olympiakos: 1961-1963